# Richter Flórián
Richter Flórián (Stuttgart, 1977. november 18. –) magyar cirkuszművész, Arany és Ezüst Bohóc-díjas lovasakrobata.

## Élete
Richter Flórián 1977. november 18-án Stuttgartban született, hetedik generációs Richter artistacsalád gyermekeként. Szülei Richter József és Richter Karola szintén artisták voltak. Elefánt és lovasakrobata produkcióikkal az egész világot bejárták. Az 1974–es Monte-carlói Nemzetközi Cirkuszfesztiválon elnyerték az Ezüst Bohóc-díjat. Több nagy filmprodukciókban is részt vettek. 1983-ban például együtt szerepeltek Roger Mooreral a James Bond-filmek Polipka című részében. Számos reklámfilmet is forgattak, köztük a hétszeres Tour de France győztessel, Lance Armstronggal, amely a CNN amerikai hírcsatornán volt látható. Richter József pályafutása végén megalapította a saját utazócirkuszát, a Magyar Nemzeti Cirkuszt. A nemzeti cirkusz 70 fős társulatát ma már Flórián testvére, Ifj. Richter József irányítja.
Flórián kilencévesen kezdte artista-pályafutását lovas akrobataként. Édesanyja ugyanis Japánban balesetet szenvedett, az ő helyére kellett belépnie. Hosszú évek gyakorlása után lovas produkcióival hatalmas sikereket ért el.
2003-ban a Magyar Nemzeti Cirkusz lovas akrobatájaként Hortobágyi Károly-díjban részesült. 2004-ben a 28. Monte-carlói Nemzetközi Cirkuszfesztiválon Ezüst Bohóc-díjat és három különdíjat nyert, feleségével együtt bemutatott lovas produkcióért.
2008-ban saját lovas akrobata csoportjával, amelyet 2005-ben alapított, a 32. Monte-carlói Nemzetközi Cirkuszfesztiválon a magyar artisták közül egyedüliként elnyerte az Arany Bohóc-díjat. Az artistaművészeknek az Arany Bohóc-díj olyan, mint a színészeknek az Oscar-díj. Flóriánék díja két okból is különleges: lovas akrobata számban még soha nem született arany, másrészt egyetlen fellépő sem kapott még ilyen rövid időn belül ezüst és arany minősítést egyaránt. Tíztagú lovas akrobatacsoportjával  több évig készült a megmérettetésre, amire csak meghívásos alapon lehetett bekerülni. A produkcióhoz a lovak és az artisták mellett saját vonósnégyest is vitt magával. A műsorban biztosító öv nélkül dolgoztak az akrobaták, akik például vágtázó lóról induló szaltókat, flikk-flakkot, több lóról induló ugrásokat, dobásokat mutattak be.
2009-ben megalapította saját lovas műsorát, a Horse Evolution Showt, mely ember és ló kapcsolatáról szól. A műsor a világpremier után Európa-szerte sikert aratott, 2012-ben és 2013-ban országjáró turné keretein belül Magyarország nagyvárosaiban is bemutatták.
2012-ben a Magyar Arany Érdemkereszt kitüntetésben részesítették.
2014 nyarán a Fővárosi Nagycirkusz Circus Classicus című műsorában lépett fel családjával. Szeptemberben a Magyar Cirkuszcsillagok 2 című előadással Kecskemétre, Szolnokra és Debrecenbe is ellátogatott a műsor. A Magyar Cirkuszművészeti Tanács felkérte a magyar cirkuszművészet utazó nagykövetének, mely küldetés keretében a hazai és nemzetközi fellépésein népszerűsíti a minőségi cirkuszművészetet és segíti a magyar artista utánpótlásképzést.
2016-ban megalapította saját utazócirkuszát, a Richter Flórián Cirkuszt.

## Magánélete
1998-ban feleségül vette Edith Folcót, aki a magyar Eötvös és az olasz Folco cirkuszdinasztia sarja. Két gyermekük született, Kevin 2001-ben és Angelina 2005-ben.

## Díjai
- Hortobágyi Károly-díj (2003)
- Ezüst Bohóc-díj, 28. Monte-carlói Nemzetközi Cirkuszfesztivál (2004)
- Arany Bohóc-díj, 32. Monte-carlói Nemzetközi Cirkuszfesztivál (2008)
- Magyar Arany Érdemkereszt (2012)